# Banchus hastator
Banchus hastator är en stekelart som först beskrevs av Fabricius 1793.  Banchus hastator ingår i släktet Banchus och familjen brokparasitsteklar. Arten är reproducerande i Sverige. Inga underarter finns listade.